# Sogno (album Andrea Mingardi)
Sogno è il decimo album in studio di Andrea Mingardi, pubblicato nel 1993.
Contiene tutti i brani del precedente Andrea Mingardi escluso Va bene...cominciamo con l'aggiunta di quattro nuove canzoni.

## Tracce
1. Sogno
2. Siamo angeli (Andremo in cielo a piedi)
3. Io vorrei...non vorrei...ma se vuoi
4. Cantero'
5. Datemi della musica
6. Con un amico vicino
7. Andremo in cielo a piedi (Siamo angeli)
8. Quando sarò grande
9. Caruso
10. Ogni tanto è bello stare soli
11. Ti troverò
12. Tutti abbiamo una canzone

## Formazione
- Andrea Mingardi - voce, cori
- Michele Lombardo - batteria
- Mario Manzani - chitarra
- Raffaele Chiatto - chitarra addizionale
- Cesare Chiodo - basso
- Lele Melotti - batteria
- Roberto Costa - basso, cori, programmazione, tastiera, pianoforte, percussioni, batteria
- Maurizio Tirelli - pianoforte, cori, programmazione, tastiera
- Chicco Gussoni - chitarra acustica, chitarra elettrica
- Marco Tamburini - tromba
- Sandro Comini - trombone, congas, percussioni
- Paride Sforza - sassofono tenore, sassofono baritono, flauto
- Iskra Menarini, Emanuela Cortesi, Giusi Grimaldi, Cristina Montanari, Gianni Salvatori - cori